# Axel Munthe
Pour les articles homonymes, voir Munthe.
Axel Martin Fredrik Munthe, né à Oskarshamn (Suède) le 31 octobre 1857 et mort à Stockholm le 11 février 1949, est un médecin et écrivain suédois, connu surtout pour son autobiographie publiée en 1929, le Livre de San Michele.
Munthe parlait plusieurs langues (le suédois, l'anglais, le français, l'italien et, moins couramment, l'allemand) ; ayant vécu toute sa jeunesse en Suède, il étudia à la faculté de médecine de Paris et c'est en France qu'il commença à exercer ; il épousa une aristocrate anglaise et résida pendant la majeure partie de sa vie adulte en Italie. De caractère philanthropique, il recevait souvent les pauvres à son cabinet médical sans les faire payer, et risqua sa vie à plusieurs reprises pour apporter son aide à l'occasion d'une guerre (la Première Guerre mondiale), ou d'une catastrophe (l'épidémie de choléra de Naples, en 1883, le tremblement de terre de Messine de 1908), quand il lui aurait été facile de se tenir à l'écart. Il fut un défenseur infatigable des droits des animaux et acheta des terrains pour créer une réserve ornithologique près de sa résidence italienne. Il plaidait pour l'interdiction des pièges douloureux, et prodiguait ses soins à des animaux aussi divers qu'une chouette de Minerve, plusieurs chiens et même un babouin.
Sa façon d'écrire est des plus libres ; il s'agit surtout de mémoires tirés de ses expériences mais souvent teintés d'une sorte de licence dramatique, avec des décors dressés « sur la bande de terre mal définie qui sépare le réel de l'irréel », selon la formule de Pierre Benoit. Il écrivait surtout sur les gens et leurs particularismes, décrivant aussi bien les faiblesses des riches que celles des pauvres (et de quelques animaux), souvent sur un mode tragi-comique.

## La Suède, Paris et l'Italie

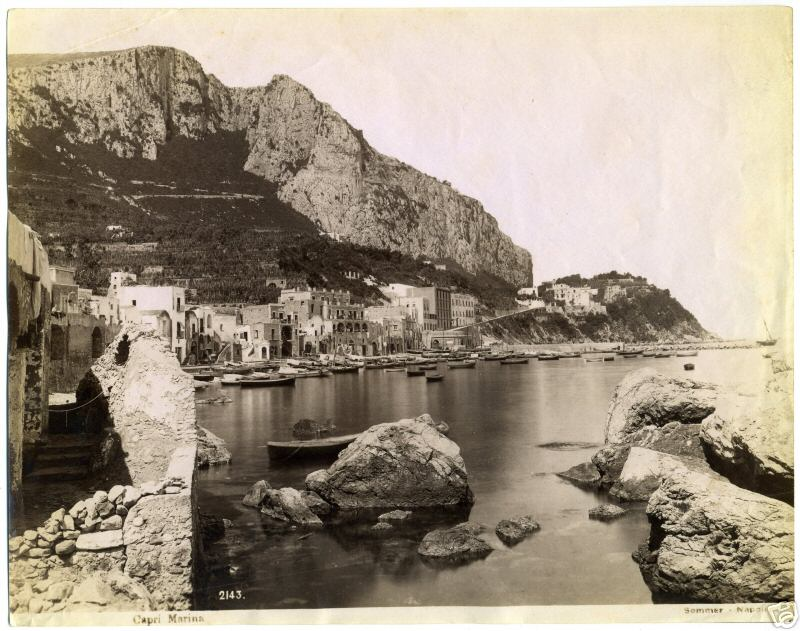
Le port de Capri à la fin du XIXe siècle, photographie de Giorgio Sommer

D'origine flamande, la famille d'Axel Munthe s'était installée en Suède au cours du XVIe siècle. Son père, Fredrik Munthe, était pharmacien.
Peu après le début de ses études supérieures de médecine, lors d'un voyage qu'il fit en 1875 sur un petit bateau, de Sorrente à l'île de Capri, il eut l’occasion de gravir les escaliers phéniciens du village d'Anacapri ; là il tomba sur la maison d'un paysan à côté d'une chapelle en ruine dédiée à saint Michel ; l'idée lui vint immédiatement de reconstruire cette dernière pour en faire une maison. Les vestiges se situaient sur l'emplacement de l'une des anciennes villas de l'empereur Tibère à Capri.
Axel Munthe commença ses études de médecine à l'université d'Uppsala en 1874, puis les poursuivit à Montpellier et à Paris (où il fut l'élève de Charcot). Il obtint son diplôme de médecin en 1880, à l'âge de 23 ans, devenant le plus jeune docteur en médecine d'Europe. Bien que sa thèse portât sur la gynécologie et l'obstétrique, Munthe fut profondément impressionné par le travail de pionnier en neurologie accompli par Charcot, en assistant à ses cours à l'hôpital de la Salpêtrière.
Après avoir obtenu son diplôme, Munthe ouvrit à Paris, avenue de Villiers, un cabinet médical où il accueillit de nombreux membres de la colonie artistique scandinave, en particulier August Strindberg (qui habitait rue d'Assas). En 1883, il se rendit à Naples, où avait éclaté une épidémie de choléra, pour participer aux secours.

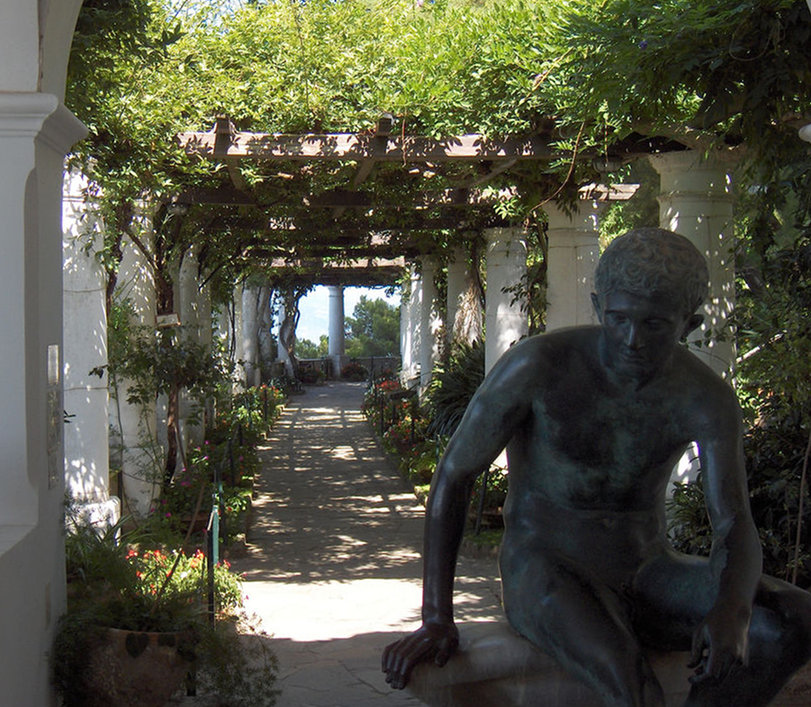
La pergola de la Villa San Michele

En 1887, il s'installa à Capri, réussit à acheter la Villa San Michele et commença à y restaurer les bâtiments, employant non seulement de la main-d’œuvre locale mais travaillant lui-même et faisant appel à ses trois frères et à leur père.
En 1890, à court d'argent pour les rénovations, il ouvrit à Rome un cabinet, où il recevait une clientèle internationale mais aussi la population locale. Le cabinet se situait dans la « Casina Rossa », au no 26 de la Piazza di Spagna, lieu où mourut le poète John Keats en 1821. Dès lors, Munthe partagea son temps entre Rome et Capri. Parmi les visiteurs de la villa on compte Henry James, Oscar Wilde, Rainer Maria Rilke et Curzio Malaparte.

## La reine Victoria de Suède

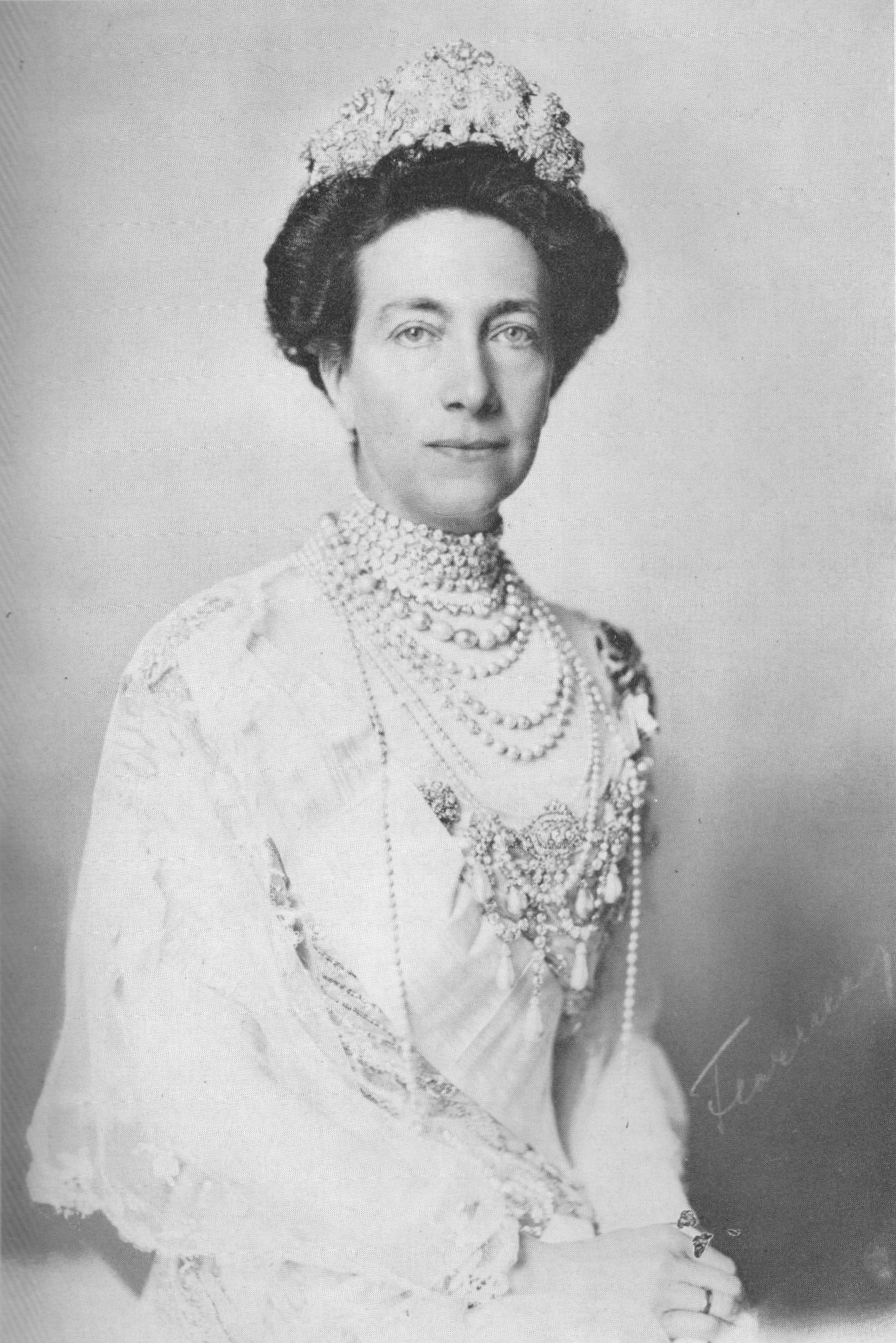
La reine Victoria de Suède

En 1892, Munthe devint médecin de la famille royale suédoise. En particulier, il était le médecin personnel de la princesse Victoria de Bade (1862-1930), femme du prince héritier, le futur roi Gustave V de Suède, et il le resta quand elle devint reine consort, jusqu'au moment où elle mourut, même s'il n'était pas chargé constamment de veiller sur elle.
Victoria souffrait de bronchite sévère et peut-être aussi de tuberculose. Munthe lui recommanda pour sa santé de passer les hivers à Capri. Tout d'abord hésitante, elle fit le voyage de Capri à l'automne 1910 et par la suite, sauf pendant la Première Guerre mondiale, et quelques années vers la fin de sa vie, elle y passa plusieurs mois chaque année.
Pendant son séjour, la reine se rendait souvent le matin à la Villa San Michele afin de rejoindre Munthe pour des promenades autour de l'île. Munthe et la reine organisaient également des concerts du soir à San Michele et elle y jouait du piano. La reine partageait l'amour de Munthe pour les animaux, elle avait un chien favori, et elle soutint ses efforts pour acheter le mont Barbarossa et le protéger afin d'en faire un sanctuaire pour les oiseaux. Inévitablement peut-être, compte tenu de leur amitié et du fait qu'il y avait peu de monde autour d'eux, le bruit courut qu'ils étaient amoureux, mais rien là-dessus n'a été prouvé.

## Mariages
Axel Munthe épousa d'abord le 24 novembre 1880 Ultima Hornberg (1861-1895), une Suédoise qu'il avait rencontrée alors qu'elle étudiait l'art à Paris. Ils divorcèrent à la fin des années 1880.
En 1907, le Dr Munthe épousa une Anglaise, Hilda Pennington-Mellor (1882-1967), qui lui donna deux fils, Peter et Malcolm. Hilda Munthe était d'origine aristocratique, sa famille possédait deux propriétés remarquables : Hellens dans le Herefordshire, l'une des plus anciennes demeures d'Angleterre, et Southside House, une maison de maître du XVIIe siècle à Wimbledon Common (Londres).
Une anecdote rapporte que, dans le jardin à Southside, alors que Munthe discutait de la publication du Livre de San Michele avec son éditeur, John Murray, celui-ci raconta que son ancêtre, lui aussi éditeur et nommé John Murray, était assis dans le même jardin avec Lord Byron pour discuter de la publication de ses œuvres.
En 1910-1911, le Dr Munthe disposait d'une résidence d'été de quatorze pièces, construite comme cadeau de mariage pour sa femme. La propriété, nommée à l'origine Stengården (Le Jardin des pierres), est appelée Hildasholm depuis la mort de sa propriétaire en 1967.
Construit au milieu des arbres, au bord du lac Siljan en Dalécarlie, Stengården a été conçu par l'architecte Torben Grut, qui devait achever en 1912 le stade de Stockholm inauguré pour cette année olympique. Hilda fut la paysagiste de la maison en créant un jardin à l'anglaise qui se combine avec le paysage originel et spectaculaire de rochers. L'intérieur a été aménagé avec des œuvres d'art et des meubles des XVIIe, XVIIIe et XIXe siècles venant d'Italie, d'Angleterre et de France.
Mme Munthe et ses fils habitaient généralement cette maison pendant l'été, mais le Dr Munthe n'y résidait pas très souvent, passant le plus de temps possible à San Michele.
Pendant la Première Guerre mondiale, Munthe, devenu citoyen britannique, servit dans un corps d'ambulanciers. Il écrivit le livre Red Cross, Iron Cross à propos de son expérience de cette époque.

## Fin de vie
Munthe fut atteint d'une maladie des yeux qui finit par le rendre pratiquement aveugle et incapable de supporter la lumière trop vive du soleil italien. Il dut revenir en Suède pendant un certain nombre d'années et écrivit Le Livre de San Michele (publié en 1929) ; l'ouvrage reçut un accueil très favorable, fut traduit dans au moins quarante-cinq langues et devint l'un des best-sellers du XXe siècle.

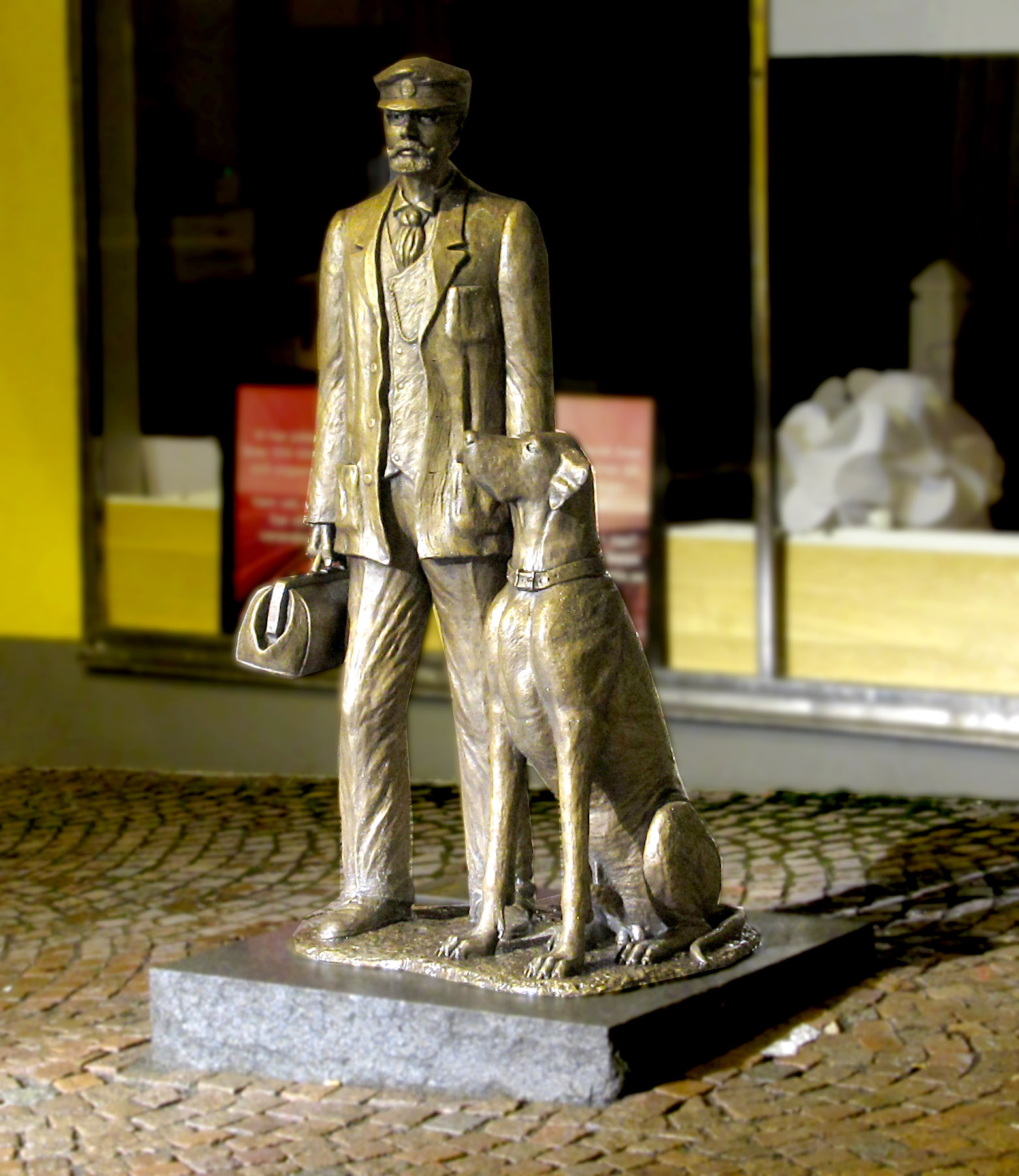
Statue d'Axel Munthe, rue de Kungsgatan, dans sa ville natale d'Oskarshamn en Suède. Cette statue de bronze est l'œuvre de la sculptrice suédoise Anette Rydström en 2012.

Une opération lui rendit la vue, et il habita plusieurs années à San Michele, avant de retourner en Suède en 1942. C'est là qu'il passa les dernières années de sa vie en tant qu'hôte officiel du roi de Suède. Axel Munthe décéda au palais royal de Stockholm en février 1949, à l'âge de 91 ans, laissant un testament. Dans ce testament, il n'oublia pas de laisser des dons à diverses actions de protections des animaux .
Pendant la Seconde Guerre mondiale, son fils, Malcolm Pennington Mellor, servit dans le Special Operations Executive, travaillant derrière les lignes allemandes en Scandinavie occupée, et il participa ensuite à l'invasion alliée à Anzio. Grièvement blessé pendant le conflit, Malcolm Munthe termina son existence reclus.

## Ses opinions en médecine
Dans la mesure du possible, Munthe évitait de prescrire des médicaments aux malades mentaux, et recommandait souvent l'hypnose, la musique, et d'autres approches médicales alternatives. Il participa de loin aux recherches de Pasteur sur la vaccination antirabique. Il approuvait l'euthanasie dans les situations sans espoir, comme la rage où le patient n'avait comme perspective, avant sa mort inéluctable, qu'une période de douleurs intenses suivie de folie.

## Publications
Le Livre de San Michele a laissé dans l'ombre d'autres publications de Munthe, et on y rencontre des parties venant de certaines de ses œuvres antérieures. Ces dernières peuvent être très difficiles à trouver et, souvent, atteignent des prix élevés.
Mis à part sa thèse, ses premières publications comprenaient un certain nombre de récits de voyages parus dans le journal Stockholms Dagblad, et qui racontaient son expérience de travail humanitaire pendant l'épidémie de choléra à Naples. Ces récits parurent en Angleterre sous forme de livre en 1884, de même que Letters From A Mourning City,. Munthe a traduit lui-même en anglais le texte suédois.
Vagaries fut initialement publié à Londres en 1898. L'ouvrage fut renommé Memories and Vagaries et réimprimé en 1908. En 1930, il y eut une troisième édition, avec une préface ; le choix des récits et leur ordre présentent de légères différences. Le texte correspondant, en français, est celui de De Naples (1885) et de Esquisses (1888).
Red Cross and Iron Cross fut publié anonymement à Londres en 1916 et signé « un médecin en France », toutes les recettes devant aller à la Croix-Rouge française, il y raconte ses expériences durant la Première Guerre mondiale. Une deuxième édition, signée Munthe, parut vers 1930.

## Fondations
Plusieurs des propriétés de Munthe sont à présent des musées et des centres culturels.
Axel Munthe a légué la Villa San Michele à la nation suédoise, et elle est entretenue par une fondation suédoise. Doté du statut de centre culturel, le complexe offre des concerts, accueille des chercheurs suédois en visite, et abrite le consulat suédois local. La fondation gère également le sanctuaire d'oiseaux du mont Barbarossa, qui s'étend sur plus de 55 000 mètres carrés.
En 1980, une fondation (le Stiftelsen Hildasholm) a été créée pour s'occuper d'Hildasholm, le domicile en Suède de Munthe. Malcolm Munthe lui a fait don de la maison ainsi que des œuvres d'art et des antiquités qu'elle contient, et elle fonctionne comme un musée. Classée monument historique en 1988, elle a connu d'importantes restaurations de 1995 à 1999. Outre des visites guidées, le musée organise des cours sur l'art et des concerts.
Malcolm Munthe a passé une grande partie de sa vie après la Seconde Guerre mondiale à réaménager les deux résidences familiales en Angleterre. Ses enfants ont créé le Pennington-Mellor-Munthe Charity Trust, qui gère les deux maisons de Southside et de Hellens, et les fait fonctionner comme des musées ; elles accueillent aussi des événements culturels comme des concerts, des conférences, des manifestations littéraires, etc. Les membres de la famille y habitent encore quelquefois.
Au moins deux colloques internationaux se sont tenus sur Munthe ; le second a eu lieu le 13 septembre 2003 à Hildasholm, à Leksand, en Suède. Parmi les conférenciers figuraient le Dr Ian McDonald, Levente Erdeos (architecte, et ancien conservateur de San Michele), l'auteur suédois Bengt Jangfeldt, le Dr Peter Cottino (de Capri), Mårten Lindståhl, le Dr Katriona Munthe-Lindgren (petite fille du docteur Axel Munthe), et le professeur Alden Smith, du département des Études classiques à la Baylor University.

## Évocation littéraire
- Axel Munthe est l'un des personnages principaux du livre de Curzio Malaparte, Kaputt (1943).
- Il a également un rôle important dans le roman de Gyles Brandreth, : Oscar Wilde et les crimes du Vatican (Oscar Wilde and the Vatican murders), 2012, éditions 10/18 (Paris),  (ISBN 978-2-264-05125-7)
- Louis Ferdinand Céline vit en Munthe une sorte de médecin modèle (Cahiers Céline, 6, p. 136) : "Ma vocation était médicale. Mon idéal : Semmelweiss ou même Axel Munthe."
- Dans L'Amour aux temps du choléra, roman de Gabriel García Márquez, le docteur Juvenal Urbino "avait, cet après-midi-là, deux livres à portée de sa main, L'Homme, cet inconnu d'Alexis Carrel, et Le Livre de San Michele d'Axel Munthe." (éd. Le Livre de Poche, Grasset, 1985, p.59).